# Giunia Calvina
Giunia Calvinia (I secolo – I secolo) è stata una nobildonna romana.

## Vita
Giunia Calvinia, donna "bella e procace" secondo Tacito, fu figlia di Marco Giunio Silano Torquato che fu console nel 19 e sorella di Giunia Silana e di Marco Giunio Silano Torquato.
Fu la prima moglie di Lucio Vitellio il Giovane che fu console nel 48, e fratello dell'imperatore Aulo Vitellio.